# Wumpscut
Wumpscut, stiliserat som :wumpscut:, är ett tyskt musikprojekt inom electroindustri, bildat 1991 av Rudolf Ratzinger. Wumpscut är ett studioprojekt och har aldrig turnerat.

## Diskografi
Studioalbum
- 1993: Music For A Slaughtering Tribe
- 1995: Bunkertor 7
- 1997: Embryodead
- 1999: Boeses Junges Fleisch
- 2001: Wreath Of Barbs
- 2004: Bone Peeler
- 2005: Evoke
- 2006: Cannibal Anthem
- 2007: Body Census
- 2008: Schädling
- 2009: Fuckit
- 2010: Siamese
- 2011: Schrekk & Grauss
- 2012: Women And Satan First
- 2013: Madman Szpital
- 2014: Bulwark Bazooka
- 2015: BlutSpukerTavern
- 2016: Wüterich
- 2021: Fledermavs 303